# Fitzendorf
Fitzendorf ist ein Gemeindeteil des Marktes Burgpreppach im unterfränkischen Landkreis Haßberge in Bayern.

## Geographische Lage
Das Dorf liegt zweieinhalb Kilometer westlich von Burgpreppach. Einen Kilometer südlich von Fitzendorf verläuft die Bundesstraße 303. Fitzendorf ist nordwärts mit Ueschersdorf und Birkach sowie südwärts und ostwärts mit der Bundesstraße 303 verbunden.

## Geschichte
Die erste Erwähnung von Fitzendorf befindet sich im Lehensbuch des Würzburger Bischofs Gottfried III. von Hohenlohe. Seit 1678 gehört Fitzendorf zur Pfarrei Gemeinfeld; von 1814 bis 1852 gehörte der Ort politisch vorübergehend auch zu Gemeinfeld.
Die aus dem 19. Jahrhundert stammende und 1923 geschlossene Schule wurde im Zweiten Weltkrieg wieder eröffnet. Ebenfalls während des Zweiten Weltkrieges entstand die St.-Josef-Kapelle des Ortes, die der 1904 gegründete Kapellenbauverein finanzierte.
Am 1. Mai 1978 wurde Fitzendorf im Rahmen der Gebietsreform in Bayern Gemeindeteil von Burgpreppach.